# Gorgo al Monticano
Gorgo al Monticano é uma comuna italiana da região do Vêneto, província de Treviso, com cerca de 3.977 habitantes. Estende-se por uma área de 27 km², tendo uma densidade populacional de 147 hab/km². Faz fronteira com Chiarano, Mansuè, Meduna di Livenza, Motta di Livenza, Oderzo, Pasiano di Pordenone (PN).

## Demografia
| Variação demográfica do município entre 1861 e 2011                               |
|                                                                                   |
| Fonte: Istituto Nazionale di Statistica (ISTAT) - Elaboração gráfica da Wikipedia |